# Timmy Gillion
Timmy Gillion, né le 16 mars 2002, est un coureur cycliste français, spécialiste du sprint sur piste. 

## Biographie
Timmy Gillion est originaire de Perpignan. Après avoir commencé à courir sur route, il passe rapidement à la vitesse sur piste. Il s'entraine à ses débuts au Pôle de Bordeaux et devient champion de France de vitesse cadets (moins de 17 ans) en 2018. L'année suivante, il décroche le titre national chez les juniors (moins de 19 ans).
En 2021, il rejoint la « Team Voussert », l'équipe piste du VC Elancourt-Saint-Quentin-en-Yvelines. En septembre, il participe à la vitesse par équipes de la manche de Cali de la première Coupe des nations sur piste. Le mois suivant, il est sélectionné pour participer aux championnats d'Europe sur piste à Granges en Suisse. Il est aligné comme démarreur de la vitesse par équipes avec Sébastien Vigier et Rayan Helal et décroche la médaille d'argent.
En 2022, il est à nouveau vice-champion d'Europe de vitesse par équipes derrière les Pays-Bas. L'année suivante, il décroche le bronze.

## Palmarès sur piste

### Coupe des nations
- 2023
  - 2e de la vitesse par équipes au Caire

### Championnats d'Europe
| Édition / Épreuve   | Vitesse par équipes                                              |
| Granges 2021        | Argent (avec Rayan Helal et Sébastien Vigier)                    |
| Munich 2022         | Argent (avec Rayan Helal, Melvin Landerneau et Sébastien Vigier) |
| Granges 2023        | Bronze (avec Melvin Landerneau et Sébastien Vigier)              |
| Heusden-Zolder 2025 | Or (avec Rayan Helal et Sébastien Vigier)                        |

### Championnats de France
- 2018
  -  Champion de France de vitesse cadets
  - 3e de la vitesse par équipes juniors
- 2019
  -  Champion de France de vitesse juniors